# Hideshi Ishikawa
Hideshi Ishikawa (石川 日出志, Ishikawa Hideshi), né en 1954, est un archéologue japonais. Depuis 1978 il est attaché au département d'archéologie de l'université Meiji. Il est expert de la période Yayoi et de l'histoire de la culture de l'âge de bronze et du fer de la Péninsule Coréenne et de la culture et poterie de la période Jōmon,. Il a publié plusieurs livres et articles, dont des ouvrages sur les ruines de la période Yayoi (2008) et la société agraire de l'histoire ancienne du Japon (2010).